# Suriyong Hemint
Suriyong Hemint (nascido em 10 de março de 1948) é um ex-ciclista tailandês. Representou sua nação nos Jogos Olímpicos de Verão de 1968.